# Epidelaxia albostellata
Epidelaxia albostellata is een spinnensoort in de taxonomische indeling van de springspinnen (Salticidae).
Het dier behoort tot het geslacht Epidelaxia. De wetenschappelijke naam van de soort werd voor het eerst geldig gepubliceerd in 1902 door Eugène Simon.